# Harold Gramatges

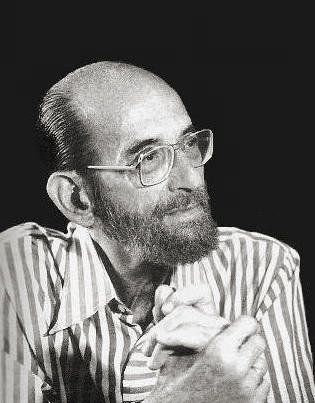
Harold Gramatges

Harold Gramatges (* 26. September 1918 in Santiago de Cuba; † 16. Dezember 2008 in Havanna) war ein kubanischer Komponist und Kompositionslehrer.

## Leben und Wirken
Gramatges war ein Schüler von Aaron Copland. Er leitete am Konservatorium von Havanna eine Kompositionsklasse und unterrichtete früher dort auch Musikästhetik und -geschichte. Von 1961 bis 1964 war er kubanischer Botschafter in Frankreich. Danach leitete er die von ihm gegründete Musikabteilung des Kulturzentrums Casa de las Américas in Havanna.
Er komponierte eine Sinfonie, eine Sinfonietta und weitere Orchesterwerke, Kammermusik, ein Stück für präpariertes Klavier, eine Sonatine für Cembalo, Gitarrenstücke, ein Stück für Sprecher und Orchester und Lieder.
Im April 2003 gehörte Gramatges zu einer Gruppe prominenter kubanischer Kulturschaffender, die einen in der Zeitung der Kommunistischen Partei Kubas, Granma, veröffentlichten Aufruf unterzeichneten, der an Freunde Kubas in aller Welt gerichtet war und internationale Kritik an der Menschenrechtspolitik der kubanischen Regierung als antikubanische Verleumdungskampagne zurückwies: In den Wochen zuvor hatte Staatspräsident Fidel Castro in einer als „Schwarzer Frühling“ bekannt gewordenen Verhaftungswelle 75 kritische Journalisten und Bürgerrechtler in Schnellverfahren zu hohen Haftstrafen verurteilen und drei junge schwarze Kubaner nach dem unblutig gescheiterten Versuch einer Schiffsentführung ebenfalls nach Schnellverfahren hinrichten lassen.